# 香宗我部親泰
香宗我部 親泰（こうそかべ ちかやす）は、戦国時代から安土桃山時代にかけての武将。長宗我部氏の家臣。長宗我部国親の三男。

## 生涯
天文3年（1543年）、長宗我部氏第20代当主・長宗我部国親の三男として生まれる。幼名は弥七郎。弘治4年（1558年）に父の命によって香宗我部親秀の養子となった。永禄12年（1569年）に安芸国虎が滅亡したため、安芸城主となる。
その後は兄・元親に従って各地を転戦する。親泰は阿波平定に尽力し、阿波海部城を拠点にして各地を転戦し、天正7年（1579年）に新開道善の富岡城を奪取した。親泰は外交にも秀でており、天正3年（1575年）に長宗我部信親の烏帽子親を織田信長が務め、天正8年（1580年）6月には渡海して安土城で織田信長と拝謁し、三好康長ら三好氏との和睦を求めたりしている。
天正10年（1582年）6月の本能寺の変後、中富川の戦いで十河存保を破り、天正11年（1583年）には阿波木津城を攻略するなど、兄の四国統一に尽力した。
信長の死後も柴田勝家や徳川家康と通じて四国平定を有利に進めたことは、全て親泰の手腕によるものである。織田氏・徳川氏など諸大名の窓口となっており、親泰宛に書状が送られている。天正13年（1585年）の豊臣秀吉の四国征伐では阿波牛岐城を守備したが、木津城が豊臣軍に落とされたため、城を放棄して土佐に帰国した。

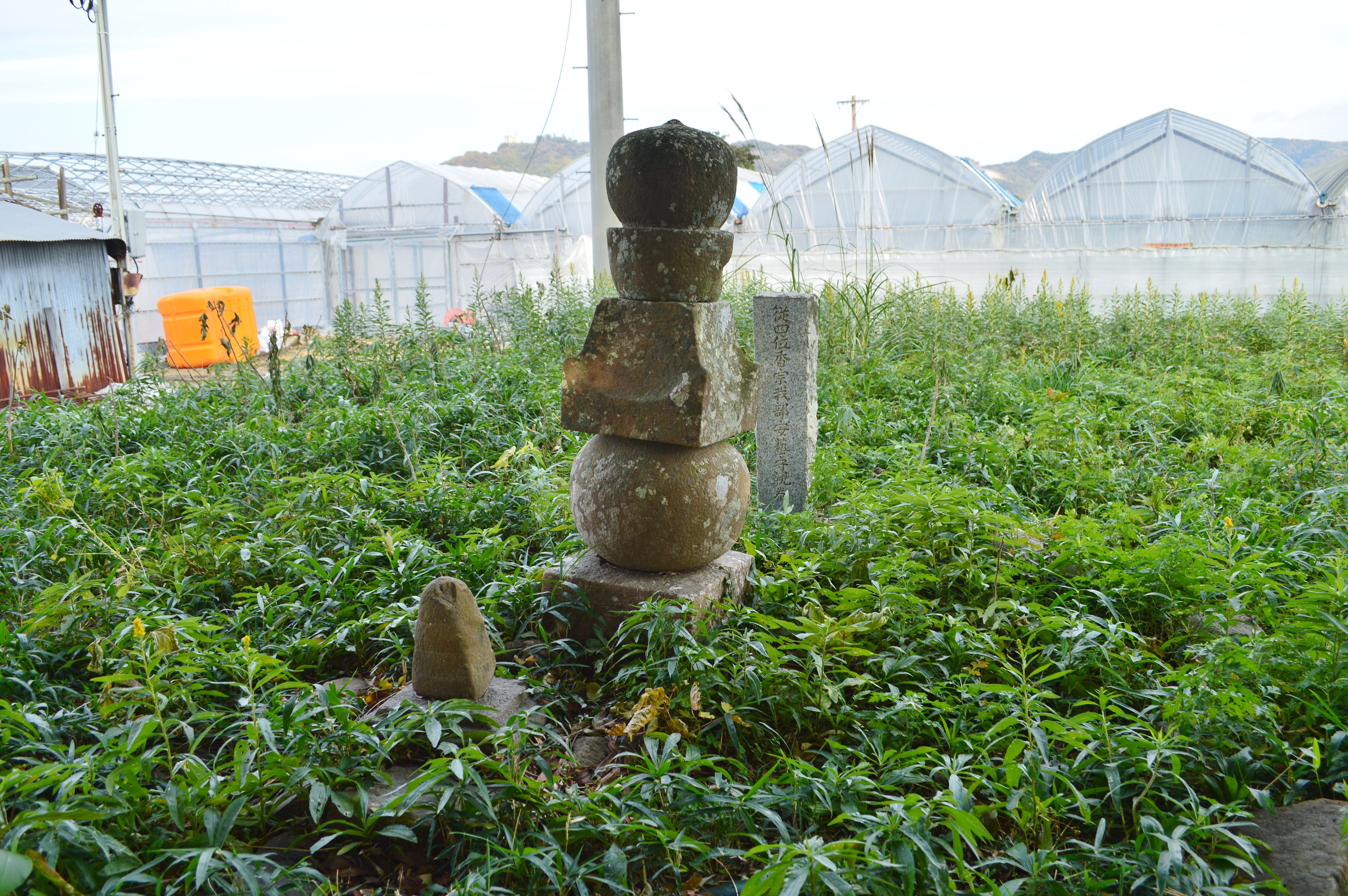
香宗我部親泰墓
（高知県香南市の宝鏡寺跡）

しかし天正20年（1592年）、文禄の役に赴く途上にあった嫡男・親氏が急死、自身も朝鮮半島に赴く途上の文禄2年（1593年）12月21日に長門で兄に先立って急死した。享年51。中山田泰吉（香宗我部親秀の弟・秀通の子）に跡を継がせる話も出たが、結局跡は次男・貞親が継ぎ、泰吉はその後見となった。吉良親貞同様、その死は長宗我部氏にとって大きな痛手であった。

## 人物像
親泰は元親の分身として四国各地を転戦し、よく補佐を務めた。親泰の死で元親を補佐・諫言できる者がいなくなり、その後元親は暴走を繰り返して長宗我部家は衰退し、元親の没後には改易となる。

## 家臣
- 中山田泰吉
- 中山田秀政
- 池内真武
- 西内喜兵衛
- 田中正吉